# Мишка-задира
«Мишка-задира» — рисованный мультфильм 1955 года, созданный режиссёром Петром Носовым на киностудии «Союзмультфильм». О воспитании дружбы и товарищества.

## Сюжет
Мультфильм о медвежонке, который был настоящим задирой. Никто не дружил с ним, все старались обходить стороной, ведь если встретиться с ним в лесу, то обязательно что-то нехорошее произойдет. А всё потому, что мишка считал себя самым сильным зверем в лесу и не упускал шанса кого-нибудь обидеть. Однажды мишка гулял по лесу и разбудил кабана, которому не понравился этот хвастливый забияка. Он погнался за медвежонком, чтобы как следует проучить, а самому мишке осталось только убегать. Но вдруг к нему подоспела помощь. Спасителями оказались лисёнок и зайчата, которые тоже недавно пострадали от его лап. Теперь мишка осознал свою неправоту и попросил прощения, пообещав, что больше не будет задирой.

## Создатели фильма
| Автор сценария            | Нели Окропиридзе |
| Режиссёр                  | Пётр Носов |
| Художники-постановщики    | Игорь Знаменский, Владимир Арбеков |
| Композитор                | Отар Гордели |
| Операторы                 | Екатерина Ризо, Н. Соколова |
| Звукооператор             | Георгий Мартынюк |
| Ассистенты режиссёра      | Е. Туранова, А. Фирсова |
| Художники-мультипликаторы | Лидия Резцова, Борис Бутаков, Мстислав Купрач, Рената Миренкова, Фаина Епифанова, Владимир Крумин, Дмитрий Белов, Вадим Долгих, Елизавета Комова |
| Художники-декораторы      | Галина Невзорова, Вера Роджеро |
| Текст песен               | Яков Аким |

## Издания на DVD
Мультфильм был выпущен на DVD в сборнике мультфильмов «Лесные истории» компанией «Крупный план». Цифровая реставрация изображения и звука при записи использована не была.